# Wilhelm Treue
Friedrich Wilhelm Karl Franz Treue (* 18. Juli 1909 in Berlin; † 18. Oktober 1992 in Göttingen) war ein deutscher Wirtschafts- und Sozialhistoriker und Hochschullehrer an der Technischen Universität Hannover.

## Leben und Wirken

### Weimarer Republik und NS-Zeit

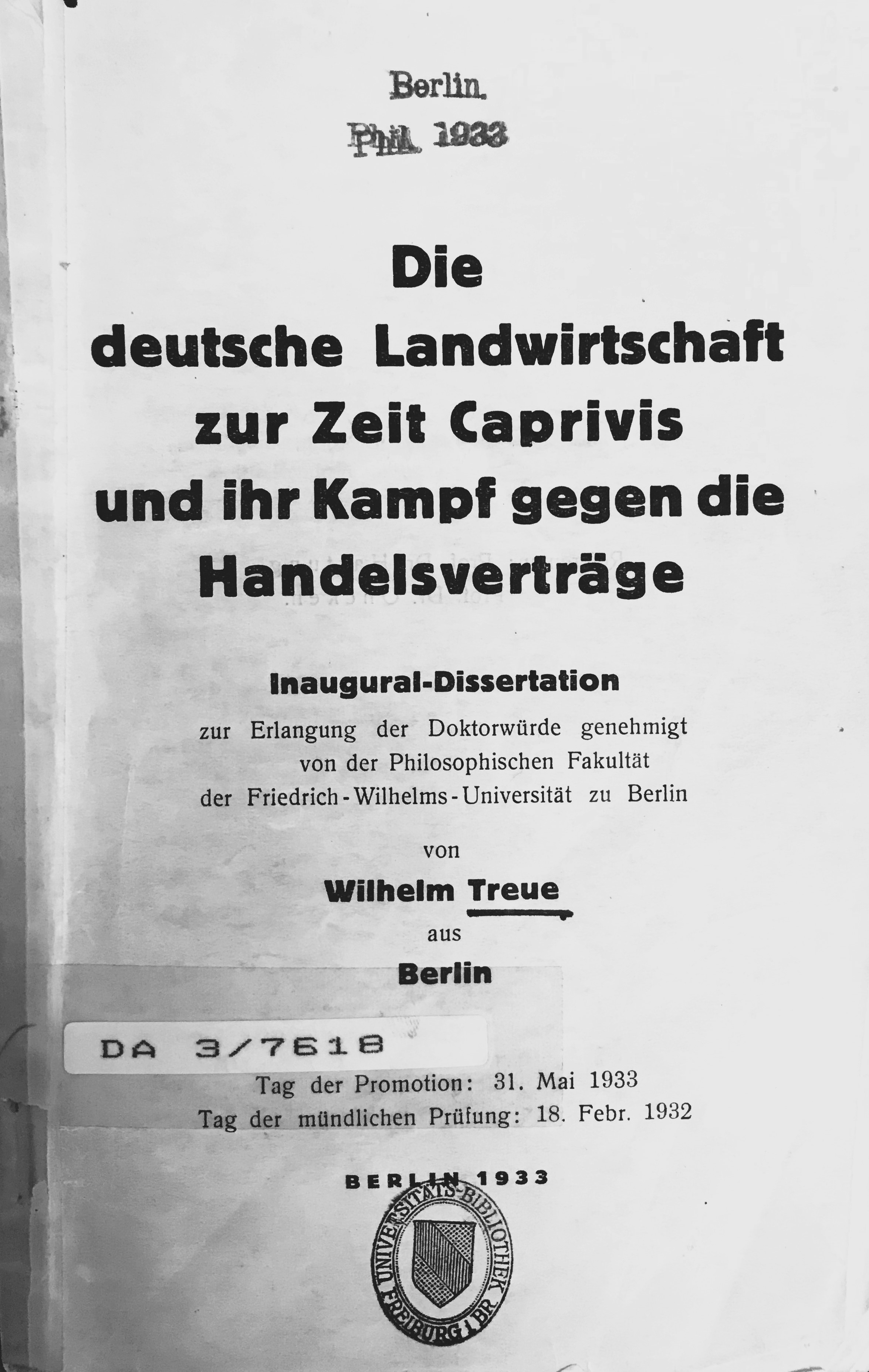
Deckblatt der Dissertation von 1932/33

Treue war Sohn des Unteroffiziers und Beamten Wilhelm Treue und seiner Frau Margarete Treue, geborene Schuppe. Nach dem Abitur am Paulsen-Realgymnasium in Berlin-Steglitz im März 1928 studierte Friedrich Wilhelm Treue an der Friedrich-Wilhelms-Universität zu Berlin Geschichte und Biologie. Wichtige akademische Lehrer waren Albert Brackmann, Friedrich Meinecke, Hermann Oncken, Ernst Perels und vor allem Fritz Hartung. Im Mai 1933 wurde er mit der von Hartung und Oncken betreuten Studien Die deutsche Landwirtschaft zur Zeit Caprivis und ihr Kampf gegen die Handelsverträge zum Dr. phil. promoviert. 1937 habilitierte sich Wilhelm Treue an der Philosophischen Fakultät der Berliner Universität zum Thema Wirtschaftspolitik und Wirtschaftszustände in Preußen 1815–1825. Er erhielt aber nicht die Lehrbefugnis, weil in der mündlichen Prüfung „die volle Eignung unter dem Gesichtspunkt der politischen Einsatzbereitschaft“ nicht festgestellt werden konnte. Zu diesem Zeitpunkt war er zwar Mitglied der SA, hatte aber laut einer bei dieser eingeholten Auskunft „so gut wie keinen Dienst“ geleistet. Trotz eines Antrages auf Aufnahme in die NSDAP lehnte der Dekan im Frühjahr 1940 einen Antrag auf Verleihung der Lehrbefugnis ab. Im Juli 1940 wurde er dann Parteimitglied (Mitgliedsnummer 8.159.831). In den 1930er Jahren arbeitete Treue zeitweilig als Redakteur für die Verlage Ullstein und Propyläen, später war er bei der kriegsgeschichtlichen Abteilung der Kriegsmarine unter Walter Scherff tätig. Unterbrochen durch aktiven Militärdienst 1939 lehrte er seit 1943 an der Marineschule in Mürwik in Flensburg-Mürwik Seekriegsgeschichte.

### Nachkriegszeit
In der Zeit unmittelbar nach dem Zweiten Weltkrieg war Treue in gewissem Umfang Vertreter einer betont unpolitischen Wissenschaft, der für eine rasche Integration von nationalsozialistischen Mitläufern eintrat. Er gehörte in Göttingen allerdings neben anderen jüngeren Historikern wie Werner Conze und älteren Kollegen wie Hermann Heimpel oder Percy Ernst Schramm zu einem Kreis, der wichtige Überlegungen zu einem methodischen Neuanfang des Faches nach dem Nationalsozialismus anstellte. Dass er sehr wohl auch politisch war, zeigen seine Äußerungen zum ersten deutschen Historikertag nach 1945. Er kritisierte das Fehlen einer grundsätzlichen Stellungnahme zu den „Umwälzungen“ der letzten Jahre. Auch in seinen Büchern setzte er sich mit dem Nationalsozialismus auseinander. 1952 gab er zusammen mit Günther Frede den Band Wirtschaft und Politik 1933–1945 heraus, der auch in einer Ausgabe für Lehrer erschien. In seinem 1957 erschienenen Buch Kunstraub beschäftigte er sich in dem Kapitel Kunstraub am eigenen Volk und an fremden Nationen als einer der ersten Historiker mit dem Thema des nationalsozialistischen Kunstraubes. Die wissenschaftlichen Interessen Treues waren vielfältig. Sie umfassten Technik-, Wirtschafts-, Politik- und Kulturgeschichte. Besondere Bedeutung maß er der Förderung der Wirtschafts-, Sozial- und Technikgeschichte bei. So gründete er 1955 die Zeitschrift Tradition. Zeitschrift für Firmengeschichte und Unternehmerbiographie. Diese ging auf Treues Bestreben hin 1974 in der Gesellschaft für Unternehmensgeschichte auf, die die Herausgeberin der Zeitschrift für Unternehmensgeschichte ist. Auch an der Gründung des Arbeitskreises für moderne Sozialgeschichte war Treue beteiligt. 1968 wurde auf seine Anregung von Vertretern der Wissenschaft und der öffentlich-rechtlichen Rundfunkanstalten der Studienkreis Rundfunk und Geschichte gegründet, dessen Vorsitzender er lange Jahre war. Treue verfasste Firmengeschichten unter anderem für die MTU Friedrichshafen, für Sal. Oppenheim und für Esche Schümann Commichau.
Als Dozent lehrte Treue in Göttingen, Würzburg, Oxford, an einer Universität in Südafrika und in Hannover. Dort erhielt er 1948 zunächst eine außerordentliche Professur. Seit 1954 hatte er den Lehrstuhl für Geschichte inne und war gleichzeitig Direktor des Historischen Seminars. Beide Funktionen übte er bis zu seiner Emeritierung 1975 aus. Seit 1978 lehrte Treue noch einmal zehn Jahre als Honorarprofessor in Salzburg. Zwischen 1958 und 1985 war Treue nebenberuflich Leiter des Hausarchivs der Privatbank Sal. Oppenheim. 1983 veröffentlichte er in der Zeitschrift für Unternehmensgeschichte das Buch Das Schicksal des Bankhauses Sal. Oppenheim junior & Cie. und seiner Inhaber im Dritten Reich. Seine Mitarbeiterin Gabriele Teichmann wurde um 1989 seine Nachfolgerin. Treue war seit 1935 mit Hildegard Treue, geb. Dartsch, verheiratet und hatte eine Tochter.

## Ehrungen
Die ihm gewidmete Festschrift Wissenschaft, Wirtschaft und Technik. Studien zur Geschichte. Wilhelm Treue zum 60. Geburtstag wurde von Karl-Heinz Manegold herausgegeben und erschien 1969 im Bruckmann-Verlag in München. Am 11. Dezember 1984 wurde ihm die Ehrendoktorwürde der Universität Salzburg verliehen.

## Veröffentlichungen (Auswahl)
- Wirtschaft, Gesellschaft und Technik in Deutschland vom 16. bis zum 18. Jahrhundert (= Gebhardt. Handbuch der deutschen Geschichte. 9. Auflage. Hrsg.: Herbert Grundmann, Taschenbuchausgabe, Band 12). Deutscher Taschenbuch-Verlag, München 1999 (7. Auflage).
- Gesellschaft, Wirtschaft und Technik Deutschlands im 19. Jahrhundert (= Gebhardt. Handbuch der deutschen Geschichte. 9. Auflage. Hrsg.: Herbert Grundmann. Taschenbuchausgabe, Band 17). Deutscher Taschenbuch-Verlag, München 1999 (11. Auflage).
- als Hrsg. mit Rolf Winau: Berlinische Lebensbilder II. Mediziner. Colloquium-Verlag, Berlin 1987.
- als Hrsg.: Preußens großer König. Leben und Werk Friedrichs des Großen. Ploetz, Freiburg 1986, ISBN 3-87640-190-9.
- Das Schicksal des Bankhauses Sal. Oppenheim junior & Cie. und seiner Inhaber im Dritten Reich. Steiner, Wiesbaden 1983 (= Zeitschrift für Unternehmensgeschichte, Beiheft 27).
- als Hrsg. mit Hanswilly Bernartz: Geschichte der französischen Marine. Mittler, Herford 1982 (= Schriftenreihe der Marine-Akademie, Band 3), ISBN 978-3-8132-0151-2.
- Wirtschaftsgeschichte der Neuzeit: 1700–1972. Kröner, Stuttgart 1973 (2 Bände; 3. stark erweiterte Auflage).
- Die Feuer verlöschen nie – August Thyssen-Hütte. Band 1: 1890–1926. Econ, Düsseldorf 1969.
- mit Helmut Uebbing: Die Feuer verlöschen nie – August Thyssen-Hütte. Band 2: 1926–1966. Econ, Düsseldorf 1969.
- als Hrsg. mit Karl-Heinz Manegold: Quellen zur Geschichte der industriellen Revolution. Musterschmidt, Göttingen 1966.
- Achse, Rad und Wagen. 5000 Jahre Kultur- und Technikgeschichte. Hrsg. im Auftrag der Bergischen Achsenfabrik Fr. Kotz & Söhne in Wiehl, Bruckmann, München 1965.
- Deutsche Geschichte von 1713 bis 1806 […]. Berlin 1957 (= Sammlung Göschen. Band 39).
- Deutsche Geschichte. Von den Anfängen bis zum Ende des 2. Weltkrieges. Kröner, Stuttgart 1958. Weitere bearbeitete Auflagen z. B. die 5. Auflage 1978 mit dem Untertitel Von den Anfängen bis zum Ende der Ära Adenauer.
- Kunstraub. Über die Schicksale von Kunstwerken in Krieg, Revolution und Frieden. Droste-Verlag, Düsseldorf 1957.
- Kulturgeschichte der Schraube – Von der Antike bis zum 18. Jahrhundert. Hrsg. im Auftrag der Kamax-Werke Rudolf Kellermann in Osterode am Harz, Bruckmann, München 1955; 2. erweiterte und bis zum 20. Jahrhundert fortgeführte Auflage 1962.
- Mit den Augen ihrer Leibärzte. Von bedeutenden Medizinern und ihren großen Patienten. Mit einem Geleitwort von Heinrich Martius, Droste-Verlag, Düsseldorf 1955.
- Invasionen 1066–1944. Eine Studie zur Geschichte des amphibischen Krieges. Mittler, Darmstadt 1955.
- Der Krim-Krieg und seine Bedeutung für die Entstehung der modernen Flotten. Muster-Schmidt, Göttingen 1954 (= Göttinger Bausteine zur Geschichtswissenschaft, Band 18), 2. überarbeitete Auflage, Mittler, Herford 1980.
- Wirtschaft und Politik 1933–1945. Dokumente mit verbindendem Text. Unter Mitarbeit von Günther Frede, Hahn, Hannover 1952 (= Beiträge zur Geschichte der jüngsten Vergangenheit, Heft 4; Schulverwaltungsblatt für Niedersachsen, 1952, Heft 11; Beiträge zum Geschichtsunterricht, Band 30), Albert Limbach, Braunschweig 1953.
- Illustrierte Kulturgeschichte des Alltags. Oldenbourg, München 1952.
- Deutsche Geschichte im 19. Jahrhundert. Politik, Wirtschaft, Kultur. Schöningh, Würzburg 1946.
- mit Hildegard Treue: Maria Sibylla – Der Lebensroman der deutschen Künstlerin und Forscherin Maria Sibylla Merian. Biographischer Roman, Volksverband der Bücherfreunde, Weigweiser-Verlag, Berlin 1942.
- Kleine Kulturgeschichte des deutschen Alltags. Rütten & Loening, Potsdam 1942.
- Wer war der ewige Angreifer, Deutschland oder Frankreich? Mit einem Vorwort von Heinrich Sohnrey. Deutsche Landbuchhandlung, Berlin 1940 (enthält als Schlussabschnitt das Kapitel Adolf Hitlers Verständigungswille).
- Die Eroberung der Erde. Auf den Spuren der großen Entdecker. Deutscher Verlag, Berlin 1939.
- Der Wandel der Lebenshaltung. Ein Spiegel der Zeiten und Völker. Volksverband der Bücherfreunde, Wegweiser-Verlag, Berlin 1939 (= Volksverband der Bücherfreunde. Wissenschaftliche Jahresreihe, Reihe 20, Band 3).
- Wirtschaftszustände und Wirtschaftspolitik in Preußen 1815–1825. Kohlhammer, Stuttgart 1937 (Zugl.: Berlin, Univ., Habil.-Schr., 1937).
- Die deutsche Landwirtschaft zur Zeit Caprivis und ihr Kampf gegen die Handelsverträge. Jürgens, Hannover 1933 (Zugl.: Berlin, Univ., Diss., 1933).